# Never Be the Same
Never Be the Same – drugi singel kubańsko-amerykańskiej piosenkarki Camili Cabello z jej debiutanckiego albumu studyjnego, zatytułowanego Camila. Singel został wydany 9 stycznia 2018. Twórcami tekstu utworu są Camila Cabello, Adam Feeney, Leo Rami Dawod, Jacob Ludwig Olofsson, Noonie Bao oraz Sasha Yatchenko, natomiast jego produkcją zajęli się Frank Dukes i Jarami.
„Never Be the Same” jest utrzymany w stylu muzyki pop. Utwór był notowany na 6. miejscu na liście najlepiej sprzedających się singli w Stanach Zjednoczonych.

## Występy na żywo
10 stycznia 2018 piosenkarka wykonała utwór pierwszy raz w The Tonight Show Starring Jimmy Fallon. Następnie zaprezentowała utwór w porannym programie Good Morning America i Dancing on Ice. Miesiąc później wystąpiła z piosenką w The Ellen DeGeneres Show

## Personel
Opracowano na podstawie materiału źródłowego.
- Camila Cabello – kompozycja, wokal
- Sasha Yatchenko – kompozycja
- Jacob Ludwig Olofsson – kompozycja
- Leo Rami Dawod – kompozycja
- Adam Feeney – kompozycja
- Noonie Bao – kompozycja
- Frank Dukes – produkcja
- Serban Ghenea – asystent inżyniera
- John Hanes – asystent inżyniera
- Dave Kutch – mastering
- Jarami – producent wokalu

## Lista utworów
- Digital download[6]

1. „Never Be the Same” (featuring Kane Brown) – 3:45

## Notowania i certyfikaty
| Lista (2017–18)                      | Najwyższa pozycja |
| ------------------------------------ | ----------------- |
| Australia (Top 50 Singles)           | 7                 |
| Austria (Ö3 Austria Top 40)          | 15                |
| Czechy (Rádio – Top 100)             | 54                |
| Czechy (Singles Digitál – Top 100)   | 12                |
| Dania (Track Top-40)                 | 34                |
| Francja (Top Singles & Titres)       | 78                |
| Hiszpania (PROMUSICAE)               | 38                |
| Holandia (Single Top 100)            | 27                |
| Irlandia (Singles Chart)             | 6                 |
| Japonia (Japan Hot 100)              | 49                |
| Kanada (Billboard Canadian Hot 100)  | 19                |
| Niemcy (Media Control Charts)        | 30                |
| Norwegia (VG-Lista)                  | 25                |
| Nowa Zelandia (Recorded Music NZ)    | 8                 |
| Polska (AirPlay – Top)               | 33                |
| Portugalia (AFP)                     | 4                 |
| Słowacja (Rádio – Top 100)           | 36                |
| Słowacja (Singles Digitál – Top 100) | 16                |
| Stany Zjednoczone (Hot 100)          | 6                 |
| Szwajcaria (Singles Top 100)         | 23                |
| Szwecja (Sverigetopplistan)          | 39                |
| Wielka Brytania (UK Singles Chart)   | 7                 |
| Włochy (FIMI)                        | 85                |

| Lista (2018)                        | Najwyższa pozycja |
| ----------------------------------- | ----------------- |
| Australia (Top 100 Singles)         | 34                |
| Kanada (Billboard Canadian Hot 100) | 24                |
| Nowa Zelandia (Recorded Music NZ)   | 36                |
| Stany Zjednoczone (Hot 100)         | 18                |
| Wielka Brytania (UK Singles Chart)  | 58                |

| Państwo                      | Status             |
| ---------------------------- | ------------------ |
| Australia (ARIA)             | 3× platynowa płyta |
| Austria (IFPI Austria)       | złota płyta        |
| Hiszpania (PROMUSICAE)       | platynowa płyta    |
| Kanada (Music Canada)        | 3× platynowa płyta |
| Nowa Zelandia (RMNZ)         | platynowa płyta    |
| Polska (ZPAV)                | platynowa płyta    |
| Portugalia (AFP)             | złota płyta        |
| Stany Zjednoczone (RIAA)     | 2× platynowa płyta |
| Szwajcaria (IFPI Szwajcaria) | złota płyta        |
| Szwecja (GLF)                | złota płyta        |
| Wielka Brytania (BPI)        | platynowa płyta    |

## Historia wydania
| Region            | Data             | Format                                                                 | Wytwórnia  | Źródło |
| ----------------- | ---------------- | ---------------------------------------------------------------------- | ---------- | ------ |
| Świat             | 7 grudnia 2017   | Digital download (udostępnione za pomocą przedsprzedaży albumu Camila) | Epic, Syco | [ 46 ] |
| Stany Zjednoczone | 9 stycznia 2018  | Rhythmic contemporary radio                                            | Epic       | [ 47 ] |
| Włochy            | 13 kwietnia 2018 | Rhythmic contemporary radio                                            | Sony       | [ 48 ] |
| Świat             | 27 kwietnia 2018 | Digital download (Remix)                                               | Epic, Syco | [ 6 ]  |